# 柴米河
柴米河位于中国江苏省北部，为灌河左岸支流，系清乾隆二十五年（1760年）在自然水流基础上人工开辟的河流。今柴米河上游为砂礓河，源于宿迁市宿豫区东南关庙镇丁二元，向东流经泗阳县穿城镇和爱园镇后进北流入沭阳县，至县城沭城镇南淮沭河左岸的淮柴河闸，柴米河被淮沭河分为东西两部分，淮沭河以西又称大涧河。柴米河自淮沭河继续东流，经沭阳县汤涧镇、李恒镇、灌南县汤沟镇、孟兴庄镇，于灌南县城新安镇西北龙沟村过盐河，经龙沟河入灌河。干流全长84.4公里，水系调整后流域面积1299平方公里。